# Procession des pénitents (Goya)
La Procession des pénitents ou Procession des flagellants est une huile sur bois de petit format peinte par Francisco de Goya entre 1812 et 1819. Elle représente un rituel de ferveur catholique où des hommes se fouettent le dos en signe de pénitence.
Un groupe de flagellants, vêtus de blanc, torse nu, et le dos lacéré, apparaissent à la fin d’une procession. Plus en fond à gauche, d’autres hommes promènent de grandes statues pieuses représentant la Vierge de la Solitude, l'Ecce Homo et le Christ en Croix. Ils sont accompagnés par d'autres hommes en noir et des béates voilées de noir à genoux. À droite en fond, on note le début de la procession, où de grandes bannières, des croix et des flambeaux sont transportées.

## Analyse
La peinture fait partie d'une série qui incluent Corrida dans un village, la Maison de fous et Tribunal de l’Inquisition. Il s'agit d'un groupe qui représente les pires aspects de la vie espagnole du début du XIXe siècle. Ils montrent les coutumes que le mouvement des lumières, auquel adhérait Goya, voulait réformer, mouvement qui subit l’opposition de la monarchie absolue de Ferdinand VII.
Cette série est marquée par la cruauté, et ce tableau n’y échappe pas : il montre l’effusion de sang sur des corps blancs au centre attirant le regard du spectateur et laissant en retrait les autres aspects de la scène.
Tous les personnages au premier plan sont individualisés, bien caractérisés dans leurs rôles, tandis que dans l'arrière-plan se mélange la foule anonyme des fidèles, faiblement éclairé par un ciel bleu, sale en dépit de sa couleur. Le procédé est le même que ceux du reste de la série, comme on le voit dans Tribunal de l’Inquisition.
Goya fait appel à la lumière et aux contrastes pour déterminer les diverses parties de la composition. D'un côté, des flagellants, et de l'autre, le reste de la scène, marqué par les ombres des bâtiments en arrière-plan qui pourrait symboliser le poids de la religion.
Cette série, en particulier ce tableau – et quelques autres comme celui conservé à Buenos Aires – eurent un rôle  important dans la formation d’une légendaire Espagne noire. Ce qui n’était pas plus qu’une coutume du point de vue espagnol du début du XIXe siècle apparut aux yeux des autres européens comme exotique, pittoresque et violent, notamment pour les français après les guerres napoléoniennes. Ces toiles eurent, durant le siècle suivant, une aura majeure sur le romantisme naissant, inspirant une multitude de gravures postérieures.